# Бараново (Порховский район)
Бара́ново — деревня в Порховском районе Псковской области России в составе Красноармейской волости.

## География
Расположена в 670 м от места впадения реки Белка в реку Шелонь, в 16 км от райцентра Порхов. 
Соседние деревни: Бельское Устье (1 км), Новопетровское (1 км), Молодошково (2 км), Алёнино-Захонье (1 км).

## Структура
Деревню составляют 3 кирпичных дома, построенных в 1990-х годах и 2 деревянных дома, строящихся в настоящий момент. В лесу рядом с деревней находится кладбище, с 1950-х годов пребывающее в заброшенном состоянии.

## Хозяйство
В деревне ведутся хозяйства: растениеводство, садоводство, птицеводство, пчеловодство (25 ульев).

## Население
На апрель 2015 г. в деревне проживают 8 постоянных жителей.
В летний период население увеличивается до 15-20 человек за счёт приезжающих из России и зарубежных стран.
| 2002 | 2010 |
| ---- | ---- |
| 7    | ↘3   |

## История
Ранее деревня входила в состав ныне упразднённой Туровской волости. В 1920-30-х годах в Баранове проживали служащие в Храме Вознесения Господня в Бельском Устье — певчие, диакон и священник о. Сергей.